# En enda röst
En enda röst är en låt som släpptes på singel 1993, med musik av Lasse Holm och text av Ingela 'Pling' Forsman. På skivan finns två versioner av låten, en där Karin Glenmark sjunger och en instrumental där Dana Dragomir spelar panflöjt. Karins version av låten låg på Svensktoppen i elva veckor 1993-1994.